# Elección presidencial de Haití de 2000
La elección presidencial de Haití de 2000 se realizó el 26 de noviembre. Los partidos de oposición, organizados en la recientemente creada Convergencia Democrática, boicoteó la elección después de impugnar los resultados de las elecciones parlamentarias.
El resultado fue una victoria aplastante de Jean-Bertrand Aristide, quien recibió el 91,7% de los votos con una participación cercana al 50%.

## Resultados
| Candidato              | Partido                               | Votos     | %    |
| ---------------------- | ------------------------------------- | --------- | ---- |
| Jean-Bertrand Aristide | Fanmi Lavalas                         | 2 632 534 | 91,7 |
| Arnold Dumas           | Independiente                         | 56 678    | 2,0  |
| Evan Nicolas           | Unión para la Reconciliación Nacional | 45 441    | 1,6  |
| Serge Sylvain          | Independiente                         | 37 371    | 1,3  |
| Calixte Dorisca        | Independiente                         | 36 233    | 1,3  |
| Jacques Philippe Dorce | Independiente                         | 32 245    | 1,2  |
| Paul Arthur Fleurival  | Independiente                         | 31 100    | 1,1  |
| Total de votos válidos | Total de votos válidos                | 2 871 602 | 100  |
| Fuente: Nohlen         |                                       |           |      |